# 渉外弁護士
渉外弁護士（しょうがいべんごし）とは、一般に、渉外案件（何らかの形で外国が関わる案件。特に広い意味での企業法務の案件）を業務として扱う弁護士をいう。公的な区分ないし資格があるわけではない。
かつてはいわゆる四大法律事務所などが典型的な渉外事務所であったが、これらの法律事務所において国内案件の割合が増加した結果、渉外弁護士（ないし渉外事務所）という言葉の存在意義は失われつつある。

## 概要
渉外弁護士と呼ばれる弁護士の多くは、四大法律事務所をはじめとするいわゆる渉外事務所に所属しており、5 - 7年目以上の渉外弁護士にはニューヨーク州（またはカリフォルニア州）の弁護士でもある者も多い。かつての渉外弁護士は渉外案件（例えば、サムライ債やユーロ債の発行・開示、外国企業に対する種々の法的助言など）を主に取り扱っていたためにそのような名で呼ばれていたものであるが、近年は特に大手法律事務所においては国内案件の割合がかなり増加しており、その実態は渉外案件「も」扱うといったほうがむしろふさわしい。したがって、現在においては特に大手法律事務所の弁護士に対する「渉外弁護士」という言い方はこのような沿革的な理由によるもの以上ではなく、実態を正確に表現したものとは言い難い。
なお、渉外家事事件を多く扱う弁護士（例えば在日韓国人の相続など）も少なからず存在するが、彼らを渉外弁護士と呼ぶことは少ない。
また、日本法の弁護士資格を有さず、外国法に関する弁護士資格を有する者については、渉外弁護士と呼ぶかは微妙である（このような者は、外弁法上は、外国弁護士と呼ばれ、日本において外国法に関する業務を行うことについて承認を受けた場合に限り外国法事務弁護士と呼ばれる）。渉外案件を取り扱う弁護士を指す用語としては他に「国際弁護士」があり、一般にはこちらの方がなじみがある用語と思われるが、法曹界ではあまり用いられていない。
その担当業務分野は、企業法務（コーポレート）、金融法務（ファイナンス）、知的財産権、紛争処理（訴訟手続や仲裁手続）、倒産・事業再生（法的又は私的な清算や再建）などに分けられるが、明確な区分はない。